# Булгартабити
Булгартабити́ (каз. Былғары табыты) — село у складі Маркакольського району Східноказахстанської області Казахстану. Входить до складу Маркакольського сільського округу.
Населення — 58 осіб (2021; 124 у 2009, 249 у 1999, 310 у 1989).
Національний склад станом на 1989 рік:
- казахи — 100 %

Станом на 1989 рік село називалось Булгар-Табити.